# Mara Jones
Mara Jones (Richmond Hill, 8 de septiembre de 1974) es una deportista canadiense que compitió en remo.
Ganó una medalla de oro en el Campeonato Mundial de Remo de 2005, en la prueba de cuatro scull ligero. Participó en los Juegos Olímpicos de Atenas 2004, ocupando el octavo lugar en la prueba de doble scull ligero.

## Palmarés internacional
| Campeonato Mundial | Campeonato Mundial | Campeonato Mundial | Campeonato Mundial  |
| Año                | Lugar              | Medalla            | Prueba              |
| ------------------ | ------------------ | ------------------ | ------------------- |
| 2005               | Kaizu (Japón)      | Medalla de oro     | Cuatro scull ligero |